# Sithowie

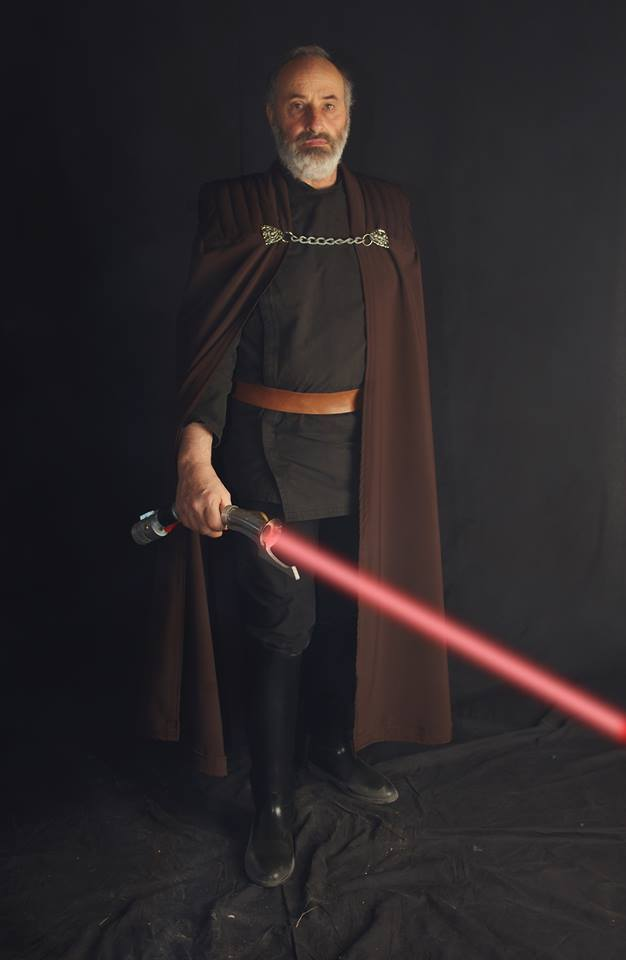
Hrabia Dooku jeden z Lordów Sithów

Sithowie – w świecie Gwiezdnych wojen wyznawcy Ciemnej Strony Mocy oraz czerpiący z dorobku i tradycji rasy Sithów.
Byli oni opozycją w stosunku do Zakonu Jedi i Republiki, kilkakrotnie podejmując próby  opanowania Galaktyki. Najczęściej posługiwali się mieczami świetlnymi o czerwonym ostrzu. Kolor broni miał związek z użytym w tym celu kryształem, dzięki praktykowanej przez nich alchemii potrafili wyhodować kryształy o takiej właśnie barwie. Nowe imiona Sithów z reguły poprzedzał tytuł Dartha, co sugerowało wysoką pozycję.

## Ideologia Sithów
Sithowie korzystają z Ciemnej Strony Mocy. Nawiązują do sposobów jej kontrolowania zaczerpniętych od Sithów z czasów ich pierwszego Imperium. W przeciwieństwie do Jedi wierzyli, że silne emocje są naturalne i pomagają w osiągnięciu prawdziwej potęgi. Podczas gdy Mroczny Jedi to każdy Jedi, który przeszedł na Ciemną Stronę, Sithowie dodatkowo świadomie nawiązują do tradycji łączącej się z ich mianem. Od czasu wprowadzenia przez Dartha Bane'a „Zasady Dwóch”, mogło być tylko dwóch Sithów – mistrz i uczeń. Jeden miał posiadać całą potęgę Ciemnej Strony, a drugi zaś jej pożądać. Kiedy uczeń czuł się wystarczająco silny wyzywał swojego mistrza na pojedynek i zabijał go, bądź sam ginął z jego ręki.
Code of the Sith napisany przez Sorzus Syn:
Spokój to kłamstwo – Jest tylko pasja;

Dzięki pasji osiągam siłę;

Dzięki sile osiągam potęgę;

Dzięki potędze osiągam zwycięstwo; 

Dzięki zwycięstwu zrywam łańcuchy.

Moc mnie uwolni.

## Historia

### Druga wielka schizma
Około roku 7000 BBY część rycerzy Jedi, nazywana czasem Mrocznymi, odłączyła się od reszty Zakonu w wyniku konfliktu dotyczącego korzystania z ciemnej strony Mocy, zwanego drugą wielką schizmą. Zakon nie zaakceptował ich tezy o tym, iż można wyzwalać w sobie negatywne emocje w walce czy w ogóle w stosowaniu Mocy. Mroczni Jedi uważali bowiem, że zachowując kontrolę nad mrocznymi uczuciami można ich używać do wzmacniania swojej siły, a jednocześnie nie ulegać im.
Szybko okazało się jednak, że nie panują oni nad swoją Ciemną Stroną, ale to ona panuje nad nimi. Ogarnęły ich uczucia chciwości, żądzy władzy, sławy, nienawiść, gniew i strach. Mroczni Jedi – jednym z ich przywódców był Ajunta Pall – podjęli walkę mającą na celu opanowanie galaktyki, a gdy zostali odparci, a ich niedobitki – wygnane z obszarów Republiki, opanowali planety należące do prymitywnej rasy Sithów i przejęli władzę nad ich imperium. Wkrótce zaczęli być nazywani Lordami Sithów, a ich przywódca przyjął tytuł Mrocznego Lorda Sithów. Zaczęli również łączyć tradycyjne dla Jedi sposoby korzystania z Mocy z magicznymi rytuałami rasy Sithów, co stało się na długie tysiąclecia jedną z bardziej charakterystycznych cech ich podejścia do Mocy.

### Imperium Sithów
Kiedy w okresie około roku 5000 BBY Imperium Sithów zostało odkryte przez zwiadowców Republiki, przeżywało ono okres przez niektórych z nich postrzegany jako stagnacja. Po śmierci Mrocznego Lorda Sithów Marki Ragnosa wybuchł konflikt między jego następcą, lordem Ludo Kresshem a lordem Naga Sadowem, przywódcą frakcji pożądającej ekspansji i podbojów. Konflikt ten doprowadził do wybuchu wielkiej wojny nadprzestrzennej (nie mylić z wojną nadprzestrzenną Starka) między Imperium Sithów a Republiką. W jej wyniku Imperium zostało pokonane, Kressh zginął, Sadow zaś umknął na swoim ostatnim ocalałym okręcie na Yavin IV. Klęskę w wielkiej wojnie nadprzestrzennej przyjęło się uważać za koniec pierwszego, „oryginalnego” Imperium Sithów.

### Kolejne wystąpienia
Ideologia Sithów nie została jednak zapomniana. Pozostawione przez nich pisma i artefakty wykorzystywane były przez zdeklarowanych Mrocznych Jedi lub tych Jedi, którzy odnaleźli je i okazywali się niewystarczająco odporni na pokusy Ciemnej Strony. Osoby korzystające z Mocy na sposób wykorzystujący elementy „magii” Sithów z czasem przyjęło się także nazywać Sithami.
Działania Sithów doprowadziły do wielu konfliktów, w tym na skalę galaktyczną:
- Wielka wojna Sithów między Republiką a sprzymierzonymi siłami byłych Jedi Ulika Qel-Dromy i Exara Kuna.
- Wojna domowa Jedi między Republiką a „Nowym Imperium Sithów” stworzonym przez byłych Jedi Revana i Malaka. W materiałach dotyczących tej drugiej wojny po raz pierwszy w znanych źródłach pojawia się tytuł Darth – jako tytuł najpotężniejszych spośród nowych lordów Sithów.
- Kilka lat po zakończeniu wojen domowych Jedi nawrócony na jasną stronę Mocy Revan zniknął z obszarów znanych Republice – badająca tę sprawę Wygnana Jedi dowiedziała się, że możliwe jest, że na nieznanych obszarach galaktyki nadal istnieją resztki pierwszego Imperium Sithów.
- Pokłosiem wojny domowej Jedi był kolejny konflikt, kiedy to Darth Nihilus oraz Darth Sion próbowali odnaleźć i zniszczyć ostatnich ocalałych Jedi, a przeciwstawiła im się Wygnana – z której ręki obaj zginęli.

### Ruusan i Doktryna Bane'a
Kolejny zmasowany powrót Sithów datuje się na około 2000 rok BBY i trwa aż do roku 1000 BBY, a cały ten okres znany jest pod nazwą nowych wojen Sithów. Pod koniec tego okresu lordów Sithów jest już wielu, nasilają się też między nimi konflikty. Apogeum osiągają one podczas serii bitew z Jedi na Ruusan, gdzie w ostatnim starciu giną wszyscy Lordowie (Lord Kaan i jego bractwo ciemności zdetonowali bombę myśli) poza Darthem Bane'em, który powołuje Bractwo Sithów, wprowadzając równocześnie zasadę, że Sithów może być tylko dwóch – mistrz i uczeń.
Drogą awansu dla ucznia jest zazwyczaj pokonanie i obalenie swojego mistrza, również aby zostać uczniem Sitha, trzeba usunąć jednego z aktualnych uczniów. Przykładem podjęcia pierwszego z tych działań jest Darth Sidious, który zabił podczas snu swojego mistrza Dartha Plagueisa, a następnie przyjął na nauki Dartha Maula. Drugą możliwość stosował sam Sidious wobec swoich uczniów – najpierw Darth Tyranus został zastąpiony przez Anakina Skywalkera (Dartha Vadera), a następnie w planach Imperatora Luke Skywalker miał stać się następcą Vadera.

### Palpatine
Od czasów Ruusan Sithowie pozostawali w ukryciu przez blisko tysiąc lat, stosując się do Doktryny Bane'a, aż do momentu, w którym Darth Sidious (takie imię przyjął dla swojego „mrocznego alter ego” pochodzący z Naboo Palpatine) skutecznie przeprowadził swoją intrygę mającą na celu przejęcie władzy nad Republiką. Historia dojścia przez Palpatine’a do władzy oraz jego upadku przedstawiona jest w filmach z serii Gwiezdne wojny.

## Cytaty
Zasugerowano, aby ta sekcja została przeniesiona do Wikicytatów. Proponowaną stroną docelową jest Sithowie.
- It matters not who I am. My power is all that concerns you. (Nie ma znaczenia kim jestem. Tym, co ciebie dotyczy, jest moja moc.) – Marka Ragnos
- I fight for the Sith Empire Naga Sadow... you fight for yourself. (Ja walczę dla Imperium Sithów Nago Sadowie... ty walczysz dla siebie.) – Ludo Kressh
- I fight for the future... and the future is now! (Ja walczę dla przyszłości... a przyszłość nadchodzi teraz!) – Naga Sadow
- Don't be too proud of this technological terror you've constructed. (Nie bądź taki dumny z tego technologicznego terroru, który skonstruowałeś.) – Darth Vader
- Don't underestimate the power of the Force. (Nie lekceważ potęgi Mocy.) – Darth Vader
- If you only knew the power of the Dark Side. (Gdybyś tylko znał potęgę Ciemnej Strony.) – Darth Vader
- The ability to destroy a planet is insignificant next to the power of the Force. (Możliwość zniszczenia planety jest niczym w porównaniu z potęgą Mocy.) – Darth Vader
- Always remember that you are weak against the power of the Dark Side. (Zawsze pamiętaj, że jesteś słaby przeciw potędze Ciemnej strony.) – Darth Vader